# Invernaderos del Museo de Ciencias Naturales Smithsonian
Los Invernaderos del Museo de Ciencias Naturales Smithsonian (en inglés: Smithsonian National Museum of Natural History - Botany Greenhouses), son unos invernaderos, y jardín botánico de 7,000 pies cuadrados, (650.32 m²) de extensión de espacio cubierto y 4,000 pies cuadrados, (371.61 m²) de espacio al aire libre, en Suitland, Maryland, Estados Unidos. 

## Localización
Smithsonian National Museum of Natural History - Botany Greenhouses Museum Support Center 4210 Silver Hill Rd. Suitland, Prince George County, Maryland, 20746 United States of America-Estados Unidos de América.
Planos y vistas satelitales.38°50′34.764″N 76°56′33.864″O / 38.84299000, -76.94274000
El invernadero se encuentra abierto a diario.

## Historia
Anterior al edificio de los invernaderos ubicados en Suitland. Establecidos en 1972 las plantas fueron cultivadas en 11 invernaderos ubicados en los terrenos de la "U.S. Soldiers' and Airmen's Home" en Washington, D.C.
El invernadero original fue construido en 1977 en el patio este del Museo de Historia Natural. Cuando el museo se dio cuenta de que necesitaba el patio para más espacio de oficinas y colecciones, se le ofreció al Departamento la posibilidad de uno nuevo, más grande, y con las instalaciones más modernas en el Museum Support Center (MSC) en Suitland, Maryland. Esta instalación se completó en la primavera de 1994.
Una instalación de producción de plantas, terminada en 2010, está situado en el Museum Support Center en Suitland, que sirve como la base de la producción y el mantenimiento de material vegetal de los jardines y exhibiciones de horticultura en toda la Institución Smithsonian. Contiene numerosas muestras hortícolas, plantas de exhibición de interior, e incluye también un invernadero dedicado a las plantas de néctar utilizadas para el pabellón de las mariposas en el National Museum of Natural History.

## Colecciones
Loa invernaderos albergan unas 800 accesiones de plantas en cultivo.
El complejo de invernaderos en el "Museum Support Center" (Centro de Asistencia al Museo) es un centro de investigación y colecciones de plantas vivas del Departamento de Botánica del Museo Nacional de Historia Natural, y no un invernadero de exposiciones. Las personas que trabajan allí están involucrados en las actividades de investigación del departamento. 
Los Invernaderos de Botánica del Instituto Smithsonian suministran apoyo a los investigadores del Departamento de Botánica del Museo Nacional de Historia Natural. En esencia es una colección viva que complementa la colección conservada del "Herbario Nacional de los Estados Unidos".
Las colecciones son principalmente de naturaleza tropical, que representa los intereses de investigación de los comisarios en el Departamento de Botánica. Los especímenes provienen tanto de fuentes silvestres y cultivadas, tales como jardines botánicos y viveros. Disponiendo de material procedente de los cinco continentes, la mayor colección a nivel mundial de especies de Zingiberales y Commelinaceae bajo cristal, una colección cada vez mayor de las Euphorbiaceae, y representantes de muchas otras familias.
Se conserva un Herbario de 4 500,000 especímenes.

### La colección del orquídeas del Smithsonian
La Smithsonian Orchid Collection, que comenzó con cinco plantas en 1974, y se ha convertido en un importante proyecto de conservación de orquídeas, con ejemplares adicionales que fueron donados al Smithsonian para "custodia" y propagación. En la actualidad cuenta con más de 8.000 plantas representando a 256 géneros. Las muestras se presentan en exposiciones de plantas de interior a través de los museos Smithsonian.